# Karl Raupp

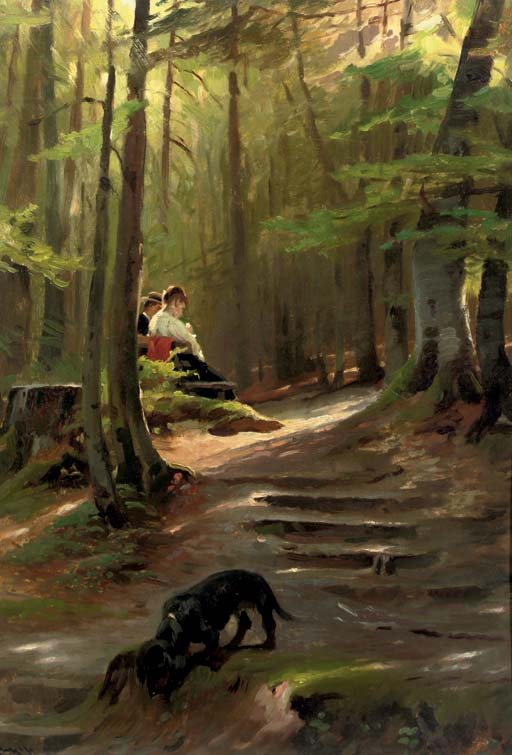
El curiós dachshund, un lloc assolellat al bosc

Karl Raupp   (Darmstadt, 2 de març de 1837 - Múnic, 14 de juny de 1918) va ser un pintor de paisatge i gènere alemany.

## Biografia
Després d'estudiar pintura de gènere amb Jakob Becker a l'Institut Städel de Frankfurt, es va convertir en alumne i seguidor zelós de Piloty a Múnic (1860–65), on aviat va reunir una petita escola. Després de 1865, va obrir un estudi i va portar alumnes particulars a la pintura. El 1868 la seva reputació com a professor li va guanyar la posició de professor a l’escola d'art de Nuremberg, on va romandre fins al 1879, quan va tornar a la seva antiga residència per convertir-se en professor a l'Acadèmia de Belles Arts de Múnic.

## Obres
Les seves escenes ben acolorides de la vida dels pescadors i dels camperols al voltant del llac Chiem, que formen els seus temes preferits, mostren la mateixa dedicació en el tractament del paisatge i les figures, i inclouen:
- "En la cara de la tempesta" (1885, Dresden Gallery)
- "Pau" (1889, National Gallery, Berlín)
- "Reunió seriosa" (1889, Galeria Münster)
- "Llac Chiem" (1898, Reichstags-Gebäude, Berlín)
- "Una festa en vaixell al llac Chiem"
- "A casa abans d'una tempesta"
- “Una calma”
- "Avemaria"
- “Esport i treball”
- "Començant a casa des de l'escola del monestir"

Va publicar un Katechismus der Malerei (Catecisme de pintura; 3a ed. 1898).